# Nicosia (Italia)
Nicosia (siciliano: Nicusìa, galoitálico de Sicilia Nẹcọscia)  es una localidad italiana de la provincia de  Enna, región de Sicilia, con 14.704 habitantes. En las inmediaciones de Nicosia existen minas de sal y tierras de cultivo que han sido empleadas tradicionalmente. 

## Evolución demográfica
| Gráfica de evolución demográfica de Nicosia entre 1861 y 2011 |
|                                                               |
| Fuente ISTAT - Elaboración gráfica por parte de Wikipedia     |

## Historia
Se cree que la actual Nicosia se encuentra en el emplazamiento de la antigua villa romana Engynum.
La ciudad moderna fue fundada por colonos bizantinos en el siglo VI. Se expandió bajo la dominación árabe y más tarde con la dominación de los normandos, asentándose numerosos inmigrantes de Lombardía y Piamonte. El rey Guillermo II de Sicilia hizo de Nicosia una ciudad real. Desempeñó un papel estratégico importante, favorecido por su posición a medio camino entre Palermo y Mesina. A menudo se le dio hospitalidad a figuras importantes, tales como el emperador Carlos I de España.
En el siglo XIX, la familia real siciliana de Milazzo se estableció aquí. El abogado y juez de la corte suprema de Nueva York, Ferdinand Pecora, que tuvo un destacado papel en la investigación subsiguiente de las malas prácticas bancarias relacionadas con el Crack de 1929, era originario de esta localidad.

## Lugares de interés
- Catedral de San Nicolás: Esta catedral fue construida en el siglo XIV sobre un edificio pre-normando existente. La fachada tiene un notable portal del siglo XV, mientras que el interior alberga una pintura de José de Ribera. El campanario es del siglo XIII.
- Iglesia de Santa María la Mayor: Iglesia del siglo XVI, contiene una pila de agua bendita, el trono de Carlos I de España y un políptico de mármol de Antonello Gagini.
- Iglesia de San Benedicto: Iglesia perteneciente al siglo XIV.
- Iglesia de San Biagio: Esta iglesia contiene pinturas de Giuseppe Velasquez y un tríptico de Antonello Gagini.
- Iglesia del Carmen: Contiene una Anunciación de Antonello Gagini.
- Iglesia de San Salvatore.